# Moulin des Gaffins
L’Ancien moulin des Gaffins est un moulin à garance, situé à Althen-des-Paluds, dont un premier bâtiment date de 1548.

## Histoire
Les premières mentions de ce moulin date de 1548. Un bail, datant de 1758, relève la présence en ce lieu d'un moulin à eau, ayant pour activité la fabrication d'huile, certainement d'olive, ainsi que le blanchiment de toile. La présence d'étuves à garance est attestée en 1820, sur un acte de vente de quatre bâtiments descriptifs. Après la Première guerre mondiale, la teinture de garance n'étant plus utilisée par l'armée française, la production du site est tournée vers la poudre d'ocre, jusqu'au milieu des années 1930.
Le bâtiment des étuves, le passage couvert au rez-de-chaussée et la galerie de circulation au premier étage, le bief maçonné, le bâtiment des meules et la halle font l’objet d’une inscription au titre des monuments historiques par arrêté du 26 septembre 2016.